# Direction des affaires pénales et des grâces
La direction des affaires pénales et des grâces  est un service de l'administration centrale du ministère de la Justice marocain.
Elle donne des instructions de poursuite au parquet, c'est-à-dire aux procureurs généraux du Roi et aux procureurs du Roi : elle juge donc de l'opportunité des poursuites.
C'est également elle qui instruit les recours en grâce au Roi du Maroc.

## Organisation
La direction est constituée de trois divisions : 
- la division des grâces et de la libération conditionnelle;
- la Division de l'exécution des procédures judiciaires en matière pénale;
- la Division de la Justice Pénale

Un service du casier judiciaire central, qui constitue un service à compétence nationale, est rattaché à la division de la justice pénale. Il est chargé de délivrer la fiche des antécédents judiciaires pour les résidents qui sont nés hors du territoire du royaume. Les tribunaux de première instance délivrent le certificat de casier judiciaire pour les natifs en territoire marocain.

## Liste des directeurs des affaires pénales et des grâces
Les directeurs des affaires pénales et des grâces ont été successivement :
| Directeur             | dates de nomination | dates de nomination |
| --------------------- | ------------------- | ------------------- |
| Ali Benjelloun        |                     |                     |
| Moulay Taib Cherkaoui |                     |                     |
| Mostafa Maddah        |                     |                     |
| Mohammed ABDENNABAOUI | 2005                |                     |